# O. Henry
William Sydney Porter (Greensboro, Carolina del Norte; 11 de septiembre de 1862 - Nueva York; 5 de junio de 1910), conocido artísticamente como O. Henry, fue un escritor estadounidense. Es considerado uno de los maestros del cuento. Su admirable tratamiento de los finales narrativos sorpresivos popularizó en lengua inglesa la expresión «un final a lo O. Henry» (an O. Henry ending).

## Biografía
Nació en Greensboro, Carolina del Norte. Su padre, Algernon Sidney Porter, era médico. Cuando Henry tenía tres años, su madre murió de tuberculosis y él y su padre se trasladaron a la casa de la abuela paterna. Henry era un gran lector y alumno estudioso que se graduó en la escuela elemental en 1876. Más tarde se matriculó en el Instituto Calle Linsey. En 1879 empezó a trabajar como contable en la farmacia de un tío suyo y en 1881, a los 19 años, obtuvo el título de farmacéutico.
La juventud del escritor fue tormentosa. Se trasladó al condado de LaSalle, Texas en 1882, trabajando en un rancho de ovejas. Posteriormente, en 1884, se trasladó a la ciudad de Austin, donde residió en casa de un amigo durante tres años. Uno de los habitantes de esa vivienda era un gato llamado Henry, y de la expresión «¡Oh, Henry!» surgió el seudónimo que inmortalizó al narrador. Es en esta época cuando comienzan sus problemas con el abuso en el consumo de alcohol; también es cuando aprende a dominar el idioma español.
En 1887, se fugó con la joven Athol Estes, hija de una familia adinerada. En 1888, Athol dio a luz a un niño que murió. En 1889 nació una nueva hija: Margaret.
En 1894, Porter fundó un semanario humorístico llamado The Rolling Stone. En ese mismo año sería despedido de un banco de Austin por malversador. Al venirse abajo The Rolling Stone, el escritor se mudó a Houston, donde fue periodista en el Houston Post.
En Austin, O. Henry desempeñó diversos oficios, entre ellos trazador de planos en la General Land Office y desde 1891, como cajero del First National Bank, en donde se produciría el suceso más trascendental de toda su vida: O. Henry fue acusado en 1895 de apropiarse de un caudal de dinero que tenía bajo su responsabilidad. Si bien muchos autores ponen en tela de juicio la culpabilidad del escritor, lo cierto es que tras advertir que sería arrestado por desfalco, en la víspera del juicio O. Henry decidió abandonar su país en julio de 1896 y se embarcó vía Nueva Orleans con destino a Honduras.
Pasó cerca de siete meses viviendo en Honduras, principalmente en Trujillo. Más tarde escribió cuentos que tenían lugar en el pueblo de Coralio (basado en el pueblo real de Trujillo) en un ficticio país de América Central llamado Anchuria (basado en el país real de Honduras). La mayor parte de esos cuentos aparecen en el libro Cabbages and Kings.
Poco o nada se conoce de su vida en Centroamérica, hasta que en febrero de 1897 se entera de que su mujer estaba agonizando en la ciudad de Austin, por lo que O. Henry debió tomar la decisión de volver a EE. UU. para estar junto a su esposa poco antes de su muerte, acaecida el 25 de julio de 1897. Menos de un año después, el escritor es capturado por la justicia por el desfalco del First National Bank y condenado a una pena de cinco años de prisión en la penitenciaria nacional de Columbus (Ohio), en la que ingresó en 1898 y donde estuvo detenido por tres años, hasta que se le concedió la libertad por buena conducta.
O. Henry comenzó a escribir relatos cortos durante su estancia en la cárcel para poder ganar el dinero para mantener a su hija. En 1899, uno de sus relatos, «Whistling Dick's Christmas Stocking», llegó a ser publicado por una conocida revista de la época: el McClure's Magazine.
Cuando cumplió su pena, en 1901, cambió definitivamente su nombre, William Sydney Porter, por el de O. Henry, acaso con la intención de borrar las sombras de su pasado. Se trasladó ese mismo año a Nueva York en donde vivió hasta su muerte.
En Nueva York, la ciudad que el escritor amaba y escenario de muchas de sus narraciones, O. Henry obtuvo el reconocimiento por parte del público, aunque su relativa fama y su éxito literario nunca le brindaron un bienestar económico, en gran medida debido a su afición a la bebida. En efecto, existe una anécdota que dice que su relato más famoso, «El regalo de los Reyes Magos» (considerado por los críticos como uno de los mejores), fue escrito bajo la presión de un plazo de entrega, en tan solo tres horas y acompañado de una botella entera de whisky.
Desde diciembre de 1903 hasta enero de 1906 escribió un cuento a la semana para el New York World.
Contrajo nuevas nupcias en 1907 con su novia de la infancia, Sarah Lindsey Coleman. Ni este matrimonio ni el éxito que obtuvo rápidamente con sus cuentos (o tal vez precisamente por esto último) impidieron que cayese en el alcoholismo. Sarah lo abandonó en 1909.
O. Henry murió un 5 de junio de 1910 a causa de una cirrosis hepática. Se celebró su funeral en Nueva York y fue sepultado en Asheville, Carolina del Norte. Su hija, Margaret Worth Porter, murió en 1927 y fue inhumada junto a su padre.

## Obra
En la mayoría de los mejores relatos de O. Henry, escritos en los primeros años del siglo XX, se valora principalmente el final imprevisto y los giros repentinos de la trama al final de la historia. Muchos cuentos tienen lugar en la ciudad de Nueva York y retratan generalmente personajes normales y corrientes como dependientes, policías, camareras. Su obra más conocida, Los cuatro millones, hace referencia al número de habitantes de la ciudad de Nueva York a comienzos del siglo XX, y al hecho de que cada uno de estos habitantes constituía para O. Henry «una historia digna de ser contada».
El trabajo de O. Henry es en lo fundamental un producto típico del tiempo en que vivió. El escritor supo captar a la perfección el sabor de su época y de su circunstancia. Ya fuese deambulando por los pastos de Texas, indagando en el arte de los timadores o investigando las tensiones de clase en la gran ciudad, el toque del escritor para aislar cada elemento de la sociedad, describiéndolo con suma parquedad y gracia lingüística, era inimitable.
Son muy conocidas sus antologías Heart of the West (Corazón del Oeste), The Four Million (‘Los cuatro millones’) y Cabbages and Kings (‘Repollos y reyes’) en las que exhibe algunos de sus mejores relatos. La tercera, menos conocida, comprende una serie de cuentos, cada uno de los cuales explora cuidadosamente, sobre la base de una compleja estructura, un aspecto concreto de la vida en Anchuria un anquilosado país de Centroamérica.
Otros grandes relatos de O. Henry, traducidos al castellano son: Best seller, Memorias de un perro amarillo, Un amante tacaño, Regalo de Reyes, Déjeme tomarle el pulso, Vocación mesiánica, El oro que relucía. También existe una colección antológica de O’ Henry traducida al español, Obras selectas, en dos tomos.
En uno de sus relatos situados en el Salvaje Oeste creó el personaje Cisco Kid que con el tiempo se convirtió en una popular figura en películas, series televisivas y cómics.
En los cuentos de O. Henry se han querido ver prefigurados algunos de los grandes personajes de la escena literaria estadounidense como J. D. Salinger, Truman Capote, Tom Wolfe, Raymond Carver, etc.
Jorge Luis Borges, que lo admiraba profundamente, escribió sobre él: “Edgar Allan Poe había sostenido que todo cuento debe redactarse en función de su desenlace; O. Henry exageró esta doctrina y llegó así al trick story, al relato en cuya línea final acecha una sorpresa. Tal procedimiento, a la larga, tiene algo de mecánico; O. Henry nos ha dejado, sin embargo, más de una breve y patética obra maestra”.
En Estados Unidos se creó en su memoria el Premio O. Henry (O. Henry Award) de cuentos, uno de los más importantes del mundo. Entre otros escritores, lo han recibido William Faulkner, Dorothy Parker, Flannery O'Connor, John Updike, Truman Capote, Raymond Carver, Saul Bellow y Woody Allen.

## Libros

### Cuentos

#### Colecciones
- Cabbages and Kings (1904), colección de 19 cuentos:
"The Proem: By the Carpenter", " 'Fox-in-the-Morning' ", "The Lotus and the Bottle", "Smith", "Caught", "Cupid's Exile Number Two", "The Phonograph and the Graft", "Money Maze", "The Admiral", "The Flag Paramount", "The Shamrock and the Palm", "The Remnants of the Code", "Shoes", "Ships", "Masters of Arts", "Dicky", "Rouge et Noir", "Two Recalls", "The Vitagraphoscope"
- The Four Million (1906), colección de 25 cuentos:
"Tobin's Palm", "The Gift of the Magi", "A Cosmopolite in a Cafe", "Between Rounds", "The Skylight Room", "A Service of Love", "The Coming-Out of Maggie", "Man About Town", "The Cop and the Anthem", "An Adjustment of Nature", "Memoirs of a Yellow Dog", "The Love-Philtre of Ikey Schoenstein", "Mammon and the Archer", "Springtime à la Carte", "The Green Door", "From the Cabby's Seat", "An Unfinished Story", "The Caliph, Cupid and the Clock", "Sisters of the Golden Circle", "The Romance of a Busy Broker", "After Twenty Years", "Lost on Dress Parade", "By Courier", "The Furnished Room", "The Brief Debut of Tildy"
- The Trimmed Lamp (1907), colección de 25 cuentos:
"The Trimmed Lamp", "A Madison Square Arabian Night", "The Rubaiyat of a Scotch Highball", "The Pendulum", "Two Thanksgiving Day Gentlemen", "The Assessor of Success", "The Buyer from Cactus City", "The Badge of Policeman O'Roon", "Brickdust Row", "The Making of a New Yorker", "Vanity and Some Sables", "The Social Triangle", "The Purple Dress", "The Foreign Policy of Company 99", "The Lost Blend", "A Harlem Tragedy", " 'The Guilty Party' ", "A Midsummer Knight's Dream", "According to Their Lights", "The Last Leaf", "The Count and the Wedding Guest", "The Country of Elusion", "The Ferry of Unfulfilment", "The Tale of a Tainted Tenner", "Elsie in New York"
- Heart of the West (1907), colección de 19 cuentos:
"Hearts and Crosses", "The Ransom of Mack", "Telemachus, Friend", "The Handbook of Hymen", "The Pimienta Pancakes", "Seats of the Haughty", "Hygeia at the Solito", "An Afternoon Miracle", "The Higher Abdication", "Cupid à la Carte", "The Caballero's Way", "The Sphinx Apple", "The Missing wChord", "A Call Loan", "The Princess and the Puma", "The Indian Summer of Dry Valley Johnson", "Christmas by Injunction", "A Chaparral Prince", "The Reformation of Calliope"
- The Gentle Grafter (1908), colección de 14 cuentos:
"The Octopus Marooned", "Jeff Peters as a Personal Magnet", "Modern Rural Sports", "The Chair of Philanthromathematics", "The Hand That Riles the World", "The Exact Science of Matrimony", "A Midsummer Masquerade", "Shearing the Wolf", "Innocents of Broadway", "Conscience in Art", "The Man Higher Up", "Tempered Wind", "Hostages to Momus", "The Ethics of Pig"
- The Voice of the City (1908), colección de 25 cuentos:
"The Voice of the City", "The Complete Life of John Hopkins", "A Lickpenny Lover", "Dougherty's Eye-opener", " 'Little Speck in Garnered Fruit' ", "The Harbinger", "While the Auto Waits", "A Comedy in Rubber", "One Thousand Dollars", "The Defeat of the City", "The Shocks of Doom", "The Plutonian Fire", "Nemesis and the Candy Man", "Squaring the Circle", "Roses, Ruses and Romance", "The City of Dreadful Night", "The Easter of the Soul", "The Fool-killer", "Transients in Arcadia", "The Rathskeller and the Rose", "The Clarion Call", "Extradited from Bohemia", "A Philistine in Bohemia", "From Each According to His Ability", "The Memento"
- Roads of Destiny (1909), colección de 22 cuentos:
"Roads of Destiny", "The Guardian of the Accolade", "The Discounters of Money", "The Enchanted Profile", "Next to Reading Matter", "Art and the Bronco", "Phoebe", "A Double-dyed Deceiver", "The Passing of Black Eagle", "A Retrieved Reformation", "Cherchez la Femme", "Friends in San Rosario", "The Fourth in Salvador", "The Emancipation of Billy", "The Enchanted Kiss", "A Departmental Case", "The Renaissance at Charleroi", "On Behalf of the Management", "Whistling Dick's Christmas Stocking", "The Halberdier of the Little Rheinschloss", "Two Renegades", "The Lonesome Road"
- Options (1909), colección de 16 cuentos:
" 'The Rose of Dixie' ", "The Third Ingredient", "The Hiding of Black Bill", "Schools and Schools", "Thimble, Thimble", "Supply and Demand", "Buried Treasure", "To Him Who Waits", "He Also Serves", "The Moment of Victory", "The Head-hunter", "No Story", "The Higher Pragmatism", "Best-seller", "Rus in Urbe", "A Poor Rule"
- The Two Women (1910), colección de 2 cuentos:
"A Fog in Santone", "Blind Man's Holiday"
- Strictly Business (1910), colección de 23 cuentos:
"Strictly Business", "The Gold That Glittered", "Babes in the Jungle", "The Day Resurgent", "The Fifth Wheel", "The Poet and the Peasant", "The Robe of Peace", "The Girl and the Graft", "The Call of the Tame", "The Unknown Quantity", "The Thing's the Play", "A Ramble in Aphasia", "A Municipal Report", "Psyche and the Pskyscraper", "A Bird of Bagdad", "Compliments of the Season", "A Night in New Arabia", "The Girl and the Habit", "Proof of the Pudding", "Past One at Rooney's", "The Venturers", "The Duel", " 'What You Want' "
- Whirligigs (1910), colección de 24 cuentos:
"The World and the Door", "The Theory and the Hound", "The Hypotheses of Failure", "Calloway's Code", "A Matter of Mean Elevation", "Girl", "Sociology in Serge and Straw", "The Ransom of Red Chief", "The Marry Month of May", "A Technical Error", "Suite Homes and Their Romance", "The Whirligig of Life", "A Sacrifice Hit", "The Roads We Take", "A Blackjack Bargainer", "The Song and the Sergeant", "One Dollar's Worth", "A Newspaper Story", "Tommy's Burglar", "A Chaparral Christmas Gift", "A Little Local Colour", "Georgia's Ruling", "Blind Man's Holiday", "Madame Bo-Peep of the Ranches"
- Sixes and Sevens (1911), colección de 25 cuentos:
"The Last of the Troubadours", "The Sleuths", "Witches' Loaves", "The Pride of the Cities", "Holding Up a Train", "Ulysses and the Dogman", "The Champion of the Weather", "Makes the Whole World Kin", "At Arms with Morpheus", "A Ghost of a Chance", "Jimmy Hayes and Muriel", "The Door of Unrest", "The Duplicity of Hargraves", "Let Me Feel Your Pulse", "October and June", "The Church with an Overshot-Wheel", "New York by Camp Fire Light", "The Adventures of Shamrock Jolnes", "The Lady Higher Up", "The Greater Coney", "Law and Order", "Transformation of Martin Burney", "The Caliph and the Cad", "The Diamond of Kali", "The Day We Celebrate"
- Rolling Stones (1912), colección de
23 cuentos: "The Dream", "A Ruler of Men", "The Atavism of John Tom Little Bear", "Helping the Other Fellow", "The Marionettes", "The Marquis and Miss Sally", "A Fog in Santone", "The Friendly Call", "A Dinner at ———", "Sound and Fury" (1903, "Tictocq", "Tracked to Doom", "A Snapshot at the President", "An Unfinished Christmas Story", "The Unprofitable Servant", "Aristocracy Versus Hash", "The Prisoner of Zembla", "A Strange Story", "Fickle Fortune, or How Gladys Hustled", "An Apology", "Lord Oakhurst's Curse", "Bexar Scrip No. 2692.", "Queries and Answers"
12 poemas:
"The Pewee", "Nothing to say", "The Murderer"
Some Postscripts: "Two Portraits", "A Contribution", "The Old Farm", "Vanity", "The Lullaby Boy", "Chanson de Bohême", "Hard to Forget", "Drop a Tear in This Slot", "Tamales"
cartas: "Some Letters"
- Waifs and Strays (1917), colección de 12 cuentos:
"The Red Roses of Tonia", "Round The Circle", "The Rubber Plant's Story", "Out of Nazareth", "Confessions of a Humorist", "The Sparrows in Madison Square", "Hearts and Hands", "The Cactus", "The Detective Detector", "The Dog and the Playlet", "A Little Talk About Mobs", "The Snow Man"
- O. Henryana (1920), colección de 7 cuentos:
"The Crucible", "A Lunar Episode", "Three Paragraphs", "Bulger's Friend", "A Professional Secret", "The Elusive Tenderloin", "The Struggle of the Outliers"
- Postscripts (1923), colección de 103 cuentos, 26 poemas y 4 artículos:
"The Sensitive Colonel Jay", "Taking No Chances", "A Matter of Loyalty", "The Other Side of It", "Journalistically Impossible", "The Power of Reputation", "The Distraction of Grief", "A Sporting Interest", "Had A Use for It", "The Old Landmark", "A Personal Insult", "Toddlekins" (poema), "Reconciliation", "Buying a Piano", "Too Late", "Nothing to say" (poema), " 'Goin Home fur Christmas' " (poema), "Just a Little Damp", "Her Mysterious Charm", "Convinced", "His Dilemma", "Something for Baby" (poema), "Some Day", "A Green Hand", "A Righteous Outburst", "Getting at the Facts", "Just for a Change" (poema), "Too Wise", "A Fatal Error", "Prompt" (poema), "An Opportunity Declined", "Correcting a Great Injustice", "A Startling Demonstration", "Leap Year Advice" (artículo), "After Supper", "His Only Opportunity", "Getting Aquainted", "Answers to Inquiries" (artículo), "City Peril", "Hush Money", "Relieved", "No Time to Lose", "A Villainous Trick", "A Forced March" (poema), "Book Review" (artículo), "A Conditional Pardon", "Inconsistency" (poema), "Bill Nye", "To a Portrait" (poema), "A Guarded Secret", "A Pastel", "Jim" (poema), "Board and Ancestors", "An X-Ray Fable", "A Universal Favorite", "Spring" (poema), "The Sporting Editor on Culture", "A Question of Direction", "The Old Farm" (poema), "Willing to Compromise", "Ridiculous", "Guessed Everything Else", "The Prisoner of Zembla", "Lucky Either Way", "The Bad Man", "Slight Mistake", "Delayed", "A Good Story Spoiled", "Revenge", "No Help for It", "Riley's Luck" (poema), "Not So Much a Tam Fool", "A Guess-Proof Mystery Story", "Futility" (poema), "Wounded Veteran", "Her Ruse", "Why Conductors Are Morose", "The Pewee" (poema), " 'Only to Lie-' " (poema), "The Sunday Excursionist", "Decoration Day", "Charge of the White Brigade" (poema), "An Inspiration", "Coming To Him", "His Pension", "Winner", "Hungry Henry's Ruse", "A Proof Of Love" (poema), "One Consolation", "An Unsuccessful Experiment", "Superlatrives" (poema), "By Easy Stages", "Even Worse", "The Shock", "The Cynic", "Speaking of Big Winds", "An Original Idea", "Calculations", "A Valedictory", "Solemn Thoughts", "Explaining It", "Her Failing", "A Disagreement", "An E for a Knee" (poema), "The Unconquerable" (poema), "An Expensive Veracity", "Grounds for Uneasiness", "It Covers Errors" (poema), "Recognition", "His Doubt", "A Cheering Tought", "What It Was", "Vanity" (poema), "Identified", "The Apple", "How It Started", "How Red Conlin Told the Widow", "Why He Hesitated", "Turkish Questions" (poema), "Somebody Lied", "Marvelous", "The Confession of a Murderer", "Get Off the Earth" (poema), "The Stranger's Appeal", "The Good Boy", "The Colonel's Romance", "A Narrow Escape", "A Year's Supply", "Eugene Field" (poema), "Slightly Mixed", "Knew What Was Needed", "Some Ancient News Notes" (artículo), "A Sure Method"
- O. Henry Encore (1939), colección de 27 cuentos, 7 sketches y 10 poemas:
  1. Part one. Stories: "A Night Errant", "In Mezzotint", "The Dissipated Jeweller", "How Willie Saved Father", "The Mirage on the Frio", "Sufficient Provocation", "The Bruised Reed", "Paderewski's Hair", "A Mystery of Many Centuries", "A Strange Case", "Simmons' Saturday Night", "An Unknown Romance", "Jack the Giant Killer", "The Pint Flask", "An Odd Character", "A Houston Romance", "The Legend of San Jacinto", "Binkley's Practical Shool of Journalism", "A New Microbe", "Vereton Villa", "Whisky Did It", "Nothing New Under the Sun", "Led Astray", "A Story for Men", "How She Got in the Swim", "The Barber Talks", "Barber Shop Adventure"
  2. Part two. Sketches: "Did You See the Circus", "Thanksgiving Remarks", "When the Train Comes in", "Christmas Eve", "New Year's Eve and Now it Came to Houston", " 'Watchman, What of the Night?' ", "Newspaper Poets"
  3. Part three. Newspaper Poetry: "Topical Verse", "Cap Jessamines", "The Cricket", "My Broncho", "The Modern Venus", "Celestial Sounds", "The Snow", "Her Choice", " 'Little Things, but Ain't They Whizzers?' ", "Last Fall of the Alamo"

#### No publicados en colecciones
- "Tictocq, the Great French Detective" (1894)
- "Tictocq, the Great French Detective; or, A Soubrette’s Diamonds" (1894)
- "A Blow All 'Round" (1895)
- "A Chicago Proposal" (1895)
- "A Fishy Story" (1895)
- "A Foretaste" (1895)
- "A Literal Caution" (1895)
- "A Philadelphia Diagnosis" (1895)
- "A Thousand Dollar Poem, was what the Literary Judgment of the Business Manager Lost for the Paper" (1895)
- "All Right" (1895)
- "And Put Up a Dime" (1895)
- "Arrived" (1895)
- "As Her Share" (1895)
- "Ballad of the Passionate Eye" (1895)
- "Cheaper in Quantities" (1895)
- "Didn't Want Him Back" (1895)
- "Do You Know?" (1895)
- "Enlarging His Field" (1895)
- "Entirely Successful" (1895)
- "Extremes Met" (1895)
- "False to His Colors" (1895)
- "Family Pride" (1895)
- "He Was Behind With His Board" (1895)
- "Her Reckoning" (1895)
- "His Last Chance" (1895)
- "Making the Most of It" (1895)
- "Might Be" (1895)
- "Military or Millinery?" (1895)
- "No Chestnuts Were Served" (1895)
- "No Earlier" (1895)
- "Not Hers" (1895)
- "Not Official Statistics, However" (1895)
- "Palmistry" (1895)
- "Prodigality" (1895)
- "Professional, But Doubtful" (1895)
- "Prudent Precautions" (1895)
- "Same Thing" (1895)
- "Self Conceit" (1895)
- "Silver Question Settled" (1895)
- "Sunday Journalism, Memoranda of the Sabbath Editor of the New York Daily for Next Sunday's Contents" (1895)
- "The Fate It Deserved" (1895)
- "The Man at the Window" (1895)
- "The Modern Kind" (1895)
- "The New Hero" (1895)
- "The Odor Located" (1895)
- "The Teacher Taught" (1895)
- "The White Feather" (1895)
- "Uncle Sam's Wind" (1895)
- "Whole Handfuls" (1895)
- "Will She Fight as She Jokes? Here Are Some Translations of Recent Spanish Humour" (1895)
- "Yellow Specials, Latest Style of News Write Ups adopted by the sulphur-hued journals" (1895)
- "A Tragedy" (1896, como The Postman)
- "At an Auction" (1896)
- "Telegram" (1896)
- "His Courier" (1902)
- "The Flag" (1902)
- "The Guardian of the Scutcheon" (1903, como Olivier Henry)
- "The Lotus and the Cockleburrs" (1903)
- "The Point of the Story" (1903, como Sydney Porter)
- "The Quest of Soapy" (1908)
- "A Christmas Pi" (1909, como O. H-nry)
- "Adventures in Neurasthenia" (1910)
- "Last Story" (1910)

### Poemas
No publicados en colecciones:
- "Already Provided" (1895)
- "Archery" (1895)
- "At Cockcrow" (1895)
- "Honeymoon Vapourings" (1895)
- "Never, Until Now" (1895)
- "Ornamental" (1895)
- "The Imported Brand" (1895)
- "The Morning glory" (1895)
- "The White Violet" (1895)
- "To Her" (XRay) Photograph" (1895)
- "Unseeing" (1895)
- "Promptings" (1899)
- "Sunset in the Far North" (1901)
- "The Captive" (1901)
- "Uncaptured Joy" (1901)
- "April" (1903)
- "Auto Bugle Song" (1903)
- "June" (1903)
- "Remorse" (1903)
- "Spring in the City" (1903)
- "To a Gibson Girl" (1903)
- "Two Chapters" (1903)
- "A Floral Valentine" (1905)

### No ficción
- Later Definitions (1895)
- The Reporter’s Private Lexicon (1903)
- Letter 1883 (1912)
- Letters 1884, 1885 (1912)
- Letters 1905 (1914)
- Letters from Prison to his Daughter Margaret (1916)
- Letter 1901 (1917)
- Letters (1921)
- Letters to Lithopolis: from O. Henry to Mabel Wagnalls (1922)
- Letters (1923)
- Letter (1928)
- Letters 1906, 1909 (1931)
- Letters, etc. of 1883 (1931)

## Antologías en español
- Pasajeros en Arcadia y otros cuentos, Biblioteca Básica Universal, 1980.
- Trece cuentos, en la editorial Premia, 1988. Traducción de Francisco José Amparán. Contiene Un servicio de amor, Un cosmopolita en el café, El regalo de los Reyes Magos, El filtro de amor de Okey Schoenstein, El cuarto del tragaluz, El breve debut de Tildy, La lámpara pronta, Mammon y el arquero, Miserias comunes (lo que hermana a todo el mundo), Dos caballeros y el día de acción de gracias, Primavera a la carta, El himno y el policía y Los panqueques de pimienta.
- Historias de Nueva York, Nórdica Libros, 2012. Traducción de José Manuel Álvarez Flores.
- El impostor y otros cuentos, Losada, 2013. Traducción de Miguel de Amilibia.